# Cała jaskrawość
Cała jaskrawość – powieść Edwarda Stachury wydana w 1969 w Warszawie przez Spółdzielnię Wydawniczą „Czytelnik”. W Encyklopedii PWN została zamieszczona na liście najbardziej znanych dzieł literatury polskiej.

## Treść
Pierwsza powieść Stachury opowiada o kilku tygodniach życia dwóch młodych ludzi, Edmunda Szeruckiego, alter ego autora, i Witka (jego pierwowzorem był przyjaciel Stachury, poeta Wincenty Różański), którzy pracują przy odmulaniu stawu w pewnym uzdrowisku na Kujawach, mieszkając na stancji u gospodyni Potęgowej we wsi Zagubin. Oprócz opisów życia codziennego powieść jest pełna przemyśleń autora i filozoficznych dywagacji na temat sensu istnienia, życia, śmierci, miłości. W powieści pojawia się postać Zyty Oryszyn, ukochanej autora zwanej Gałązką Jabłoni, która występuje także w kolejnej powieści – Siekierezadzie.

## Okoliczności powstania
W okresie pisania powieści chory już wtedy psychicznie autor przeprowadzał eksperyment polegający na świadomym rozkołysaniu własnej psychiki oraz wprawieniu osobowości w stan wysokich obrotów, co wskazywać mogło na stan manii, w jakim się wówczas znajdował. Potwierdzały to ostre reakcje na krytykę, pisane protesty i polemiki.